# 현대 에어로타운
현대 에어로타운(Hyundai Aero Town)은 1994년 6월 24일에 현대자동차가 일본 미쓰비시후소트럭·버스의 에어로 미디의 U-MK117 / 517형 모델을 바탕으로 대한민국 사정에 맞게 수정하고 유선형 디자인으로 손질하여 내놓은 내로우 중형버스다. 아시아자동차 (現 기아)에서 생산하던 중형버스인 기아 코스모스와 대우 BM이 경쟁 모델이었다.

## 개요
현대자동차에서 1994년 6월 24일에 미쓰비시 후소 에어로 미디의 U-MK117/517형 모델의 플랫폼과 엔진(2000년형까지)을 사용하여 독자적인 디자인을 적용하여 기아자동차 (당시 아시아자동차)의 중형버스인 코스모스와 대우 BM에 대항하기 위하여 출시한 9미터급의 내로우 중형버스이며, 주로 교회, 병원, 초등학교 등의 셔틀버스로 많이 쓰이나 마을버스와 공영버스로 많이 쓰이기도 한다. 전장은 표준형 8.5m이고, 장축형 9m다. 현대자동차의 버스 중 그린시티와 함께 자동변속기가 없으며, 수동변속기가 있다.

## 1세대(SU)

### 에어로타운 (1994년6월~2004년8월)

#### 에어로타운 (초기형) (1994년6월~1998년5월)
1994년 6월 24일 금요일 출시 당시에는 현대적인 디자인이라는 평을 받았다. 특히 처음으로 마을버스 회사에서 자가용형을 마을버스형으로 따로 개조할 필요없이 출고 때부터 버스 시트를 장착하였다. 초창기의 엔진은 현대 RB520과 현대 에어로시티 520에 장착하던 177마력 D6BR 엔진(7,545cc 6D16)이었다. 1996년부터 마을버스형은 중문을 달아 생산하기 시작하였는데 폴딩형식만 존재하였다. 에어로타운 1기형 중에 드물게도 쇠창틀 옵션(알루미늄 창틀)도 존재하였다. 후면부는 1997년부터 변화되었다. 총 1,775량이다. 현재는 자가용으로 극소수만 생존하였다.

#### 에어로타운 (중기형) (1998년5월~2002년12월)
1998년 5월에 뉴 에어로타운 페이스리프트가 이루어지면서 전면이 변화하였고, 냉방기의 위치가 변경되었고, 장축형 롱바디 사양이 추가되었다. 이 때부터 전중문 타입의 경우 중문이 슬라이딩인 형식이 기본이 되었고, 폴딩형식은 마이너스 사양이 되었다. 동급 최초로 전착도장을 적용하였다. 2000년 후반은 엔진도 196 / 225마력 KK-파워 업 엔진(D6DA 6,606cc)으로 바꾸었고, 동시에 엔진룸의 측면 그릴도 기존 좌측에 있는 형식에서 우측에 있는 형식으로 변경되었다. 그러나 주 수요자인 마을버스 업계에서는 자일대우버스의 BS090 로얄미디와 자사의 고급 중형버스 모델인 현대 글로벌900를 더 선호했다. 에어로타운은 마을버스 업계보다 관광버스 업계에서 압도적으로 인기가 많았다. 기아자동차가 현대자동차에게 넘어간 이후에는 기아 코스모스도 현대 에어로타운의 KK 엔진을 탑재하기도 했다.

#### 에어로타운 (후기형) (2003년1월~2004년8월)
2003년부터 페이스 리프트되어 전면부 전조등을 사각형에서 둥근 모양으로 바뀌었고, 경쟁모델인 대우 BH090 로얄스타 (시트만 빼면 거의 동급)가 출시되었다. 그리고 이 모델은 8월에 단종되었다.

### e-에어로타운 (2004년8월~2024년1월)
2004년에 현대자동차가 에어로타운 업그레이드 모델로 출시한 중형버스다. 2004년 8월부터 2024년 1월까지 생산되었다.

#### e-에어로타운 (2004년8월~2018년7월)
2004년 8월부터 유로 3 기준에 맞춘 '현대 e-에어로타운'을 출시했고, 2008년에 유로 4 기준에 맞추어 엔진을 G200으로 변경했다. 측면 유리창도 기존의 형태와 달라졌고, 실내 파이프 모양의 손잡이도 기존의 검은색에서 노란색으로 변경되었고,
2010년부터 유로 5 기준에 맞춘 G225 엔진으로 바뀌었고, 오디오도 변경되었다가 2015년부터 유로 6 기준에 맞춘 G225 엔진, 요소수 촉매제(SCR) 탱크, 사이드 마커램프 등이 추가되었다.

#### e-에어로타운 (개선형) (2018년7월~2024년1월)
2018년에 하차벨이 일렉시티랑 동일한 하차벨로 변경되거나 창문틀이 베이지색으로 변경되었다. 2020년 2월 제작분부터 기존 중문에 붙여있는 "손대지 마시오" 회색 명판이 "손 대면 위험합니다" 흰색 종이로 디자인이 변경되었다. 법의 개정에 따라 자가용/시외 직행형은 측면에 비상문이 추가되었다. 동년 2월부터 생산된 차량에는 패찰에 제작월도 추가되었고 콜부저음이 조금 더 날카로워졌다. 위 에어로타운 모델과 헤드램프가 바뀌지 않았다. 2023년 1월 19일부터 저상버스 출고 의무화 시행으로 2024년 1월부터는 현대자동차 도시형 고상버스의 전원 단종이 확정되어 고상은 완전 당해 1월 3일 홈페이지에서 완전히 폐지되었다.

## 라인업
- 관광/자가용(LG-B)
  - LG-AB : 자가용
  - LG-BB : 관광/자가용
- 시내/마을버스(LG-C)
  - LG-CC : 시내/마을버스

## 경쟁 차종
- 자일대우버스 - BH

## 같이 보기
- 현대 글로벌 900 (현. 그린시티)
- 기아 코스모스
- 대우 BM
- 자일대우 BS
- 대우 BH
- 현대 FB